# Lindsey Haun
Lindsey Haun föddes 21 november 1984 i Los Angeles, är en amerikansk skådespelerska. Hon började arbeta som skådespelerska när hon var 3 år gammal. I början var det mest i reklamfilmer man såg henne.
Hon har skivkontrakt med Show Dog Nashville, som ägs av countrysångaren Toby Keith. Hon är sångerska i bandet 7:th Fall. Haun är dotter till Jimmy Haun, gitarrist i Air Supply.

## Filmografi
- 1992 – Fritagningen
- 1995 – Village of the Damned
- 2000 – The Color of Friendship
- 2006 – Broken Bridges
- 2007 – Shrooms